# Hezelaar (Veghel)
Hezelaar (Veghels dialect: Heselaar) is een voormalige buurtschap in de Noord-Brabantse gemeente Meierijstad. Thans onderdeel van de woonwijk Zeven Eiken en nieuwbouwbuurt De Bolken in Veghel-Centrum.

## Ligging
De buurtschap Hezelaar is gelegen tegen de historische kern van Veghel.
Het gehucht bestond vroeger voornamelijk uit akkerland, omgeven door een landweg met daaraan enkele grote boerenhoeven. Zodoende lijkt Hezelaar een oude akkernederzetting. Momenteel is het gebied bebouwd met woningen en doorsneden door de weg  Erp-Veghel-Vorstenbosch.

## Geschiedenis
Hezelaar is een oude buurtschap. In 2008 zijn ter plekke veel bewoningsresten opgegraven uit de ijzertijd (800-12 v. Chr). De naam Hezelaar is echter jonger en wijst op een voormalig bosgebied dat hier lag. Het naamsdeel -laar duidt op een deel van het bos dat door de nabije bewoners werd gebruikt als veeweide. Het naamsdeel Heze- is afgeleid van het Middelnederlands woord 'Hees' dat 'struikgewas, kreupelbos, jong bos' betekent. Op voormalige bosgroei wijzende toponiemen komen in Veghel veelvuldig voor, waaronder in het nabijgelegen Beukelaar.
Reeds in de 16e eeuw wordt het regelmatig vermeld in de rechterlijke archieven van Veghel als Aent Hezelair. In enkele gevallen wordt daar nog In den Bolck bij vermeld, waarmee de ligging van De Bolcken (het hedendaagse Bolkenplein en het gebied Peellandstraat) tegen het Hezelaar bevestigd wordt. De ligging van het Hezelaar was in de zogenaamde Hantfortse tiende, wat mogelijk wijst op een alhier gelegen voort of doorwaadbare plaats in een beek. Mogelijk duidt dit op de door historicus Meeuwese genoemde Hantfortse brug, die hij echter (waarschijnlijk ten onrechte) plaatst aan de Beekgraaf op de grens tussen Veghel en Dinther. Het gehucht bestond vroeger uit verspreid gelegen boerenhoeven rondom een akkercomplex. Daar lag vanouds een perceel, de Ossencamp, behorende aan de parochie van  Sint-Lambertus.Ook lag de oude pastorie van de Sint-Lambertuskerk aan het Hezelaar, dat in 1778 wordt omschreven als een omwatert huys met stal, hof, land en groes aent Heselaer, genaamd 't erf de Pastorije. Dit huis wordt in 1832 omschreven als 't Slotje.
Reeds in de 19e eeuw veranderde het aanzien van het Hezelaar als gevolg van de bouw van verschillende arbeiderswoningen vanwege de eerste industriële groei die Veghel ging doormaken. De uitbreiding van de kern Veghel zette zich in de 20e eeuw sterk door in het Hezelaar. In eerste instantie ontstond woningbouw aan de rand van het akkercomplex, maar in de jaren 60 en 70 werden veel oude woningen in de buurtschap (de Lindenlaan) afgebroken voor uitbreiding van de Schilderswijk en de Laarbunders. Momenteel herinneren namen als De Hezelaarstraat en de benaming 't Hezelaar voor een ter plaatse gelegen appartementencomplex aan de oude buurtschap.